# NGC 2637
NGC 2637 je galaksija u zviježđu Raku.

## Vanjske poveznice
- SEDS: NGC 2637